# Heliotropium paniculatum
Heliotropium paniculatum är en strävbladig växtart som beskrevs av Robert Brown. Heliotropium paniculatum ingår i Heliotropsläktet som ingår i familjen strävbladiga växter. Inga underarter finns listade i Catalogue of Life.